# یورن کراب
یورن کراب (انگلیسی: Jørn Krab؛ زادهٔ ۳ دسامبر ۱۹۴۵) قایقران روئینگ اهل دانمارک است.